# Veselý vrch (Benešovská pahorkatina)
Veselý vrch (488,9 m n. m.) se nachází v geomorfologickém okrsku Jílovská vrchovina, podcelku Dobříšská pahorkatina, celku Benešovská pahorkatina; přísluší do katastrálního území Prostřední Lhota obce Chotilsko. Na jeho západním úbočí leží vesnice Mokrsko, východní svahy strmě spadají do Slapské přehradní nádrže na řece Vltavě a jsou zčásti součástí přírodní rezervace Vymyšlenská pěšina.

## Rozhledna na Veselém vrchu
V 90. letech 20. století byla na vrchu vybudována rozhledna, která slouží rovněž pro šíření signálu jednoho z mobilních operátorů. Stavba má kovovou konstrukci, je vysoká 42 m a vyhlídková plošina se nachází ve výšce 25,5 m.

## Zásoby zlata a spor o těžbu
V útrobách vrchu se nachází jedno z největších známých ložisek zlata v Evropě (odhady hovoří až o 120 tunách kovu). Průzkum ložiska a úsilí o jeho vytěžení začaly už v 80. letech 20. století (ústí průzkumné štoly se dodnes nachází poblíž nedaleké Čeliny), po roce 1990 zájem o další průzkum a případnou těžbu projevila společnost Rio Tinto Zinc. Protože však je zlato víceméně rovnoměrně rozptýleno ve velkém objemu horniny v nepatrných částečkách, bylo by nutno použít povrchovou těžbu, která by vedla mimo jiné k likvidaci osady Mokrsko na západním úbočí vrchu, a k separaci kovu by bylo nutno využít kyanidové loužení, které je značně rizikové pro okolní životní prostředí., V důsledku občanského odporu a změny vládní garnitury po roce 1996 se pravděpodobnost zahájení těžby snížila.
V roce 2013 došlo k dalšímu pokusu získat povolení k těžbě zlata, tentokrát ze strany kanadské důlní společnosti.

## Fotogalerie

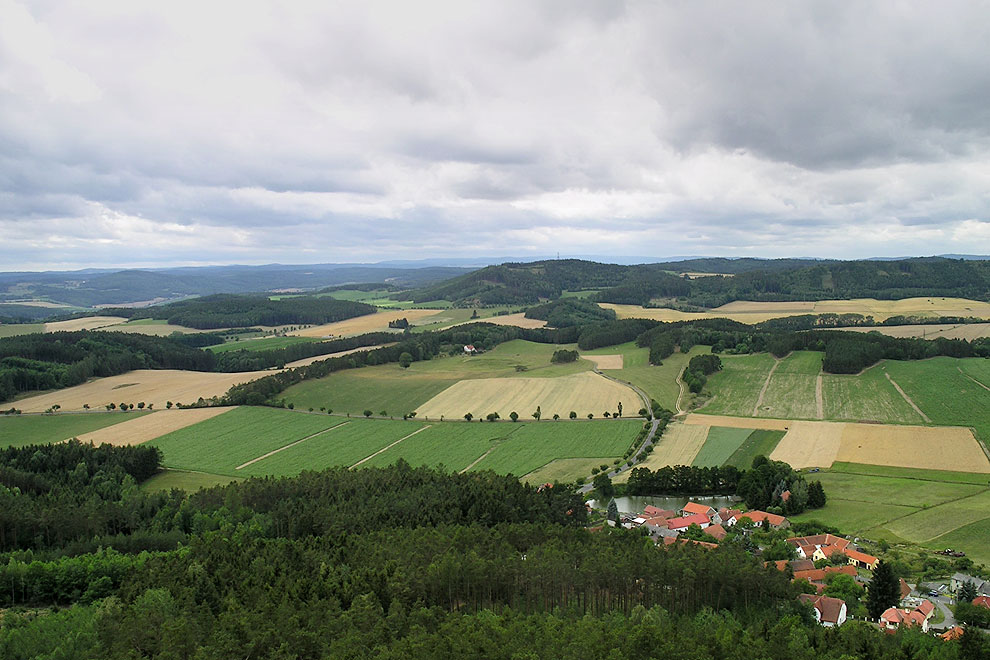
Výhled z rozhledny západním směrem, na úpatí je ves Mokrsko
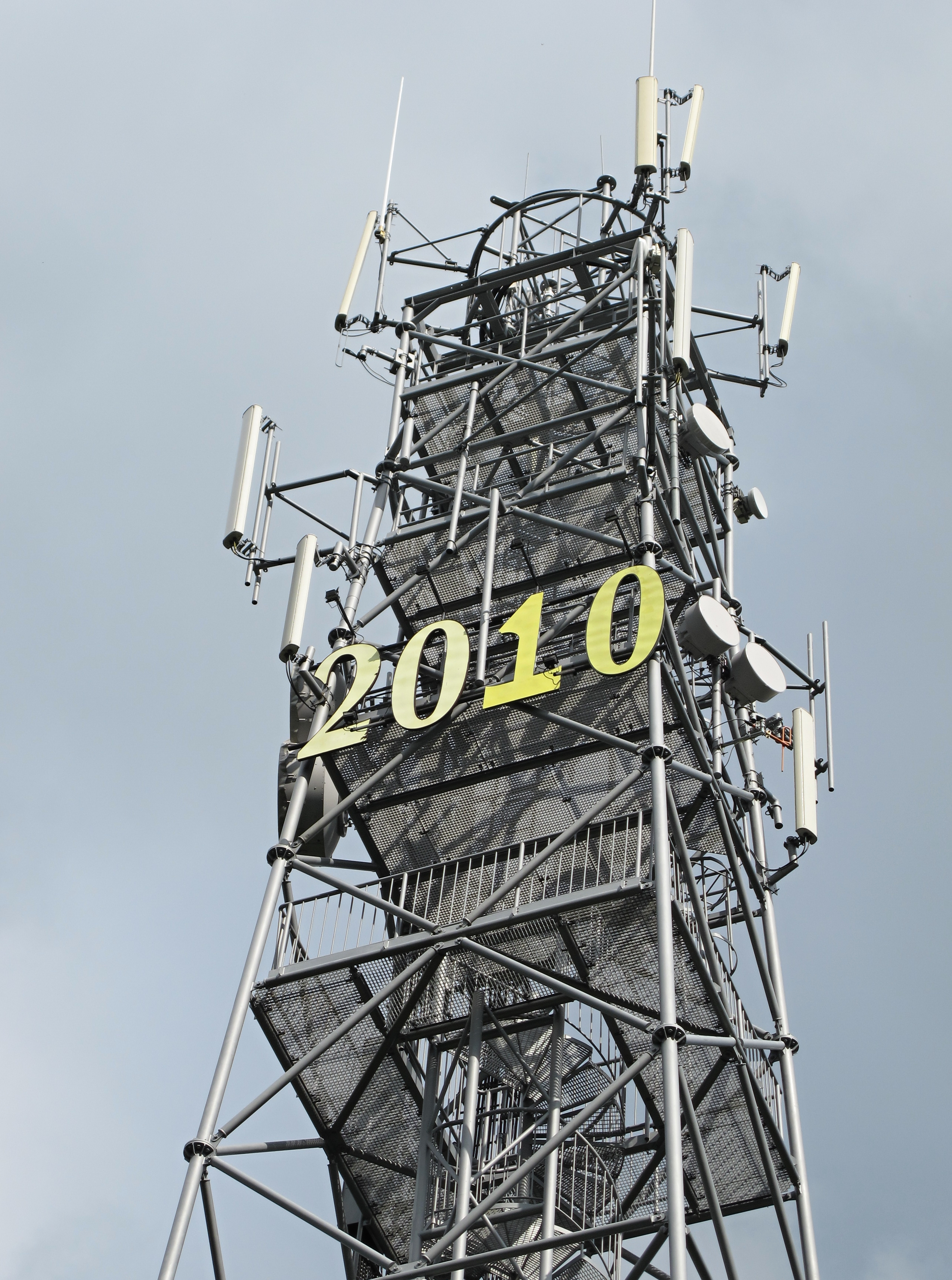
Vyhlídkové plošiny v horní části rozhledny
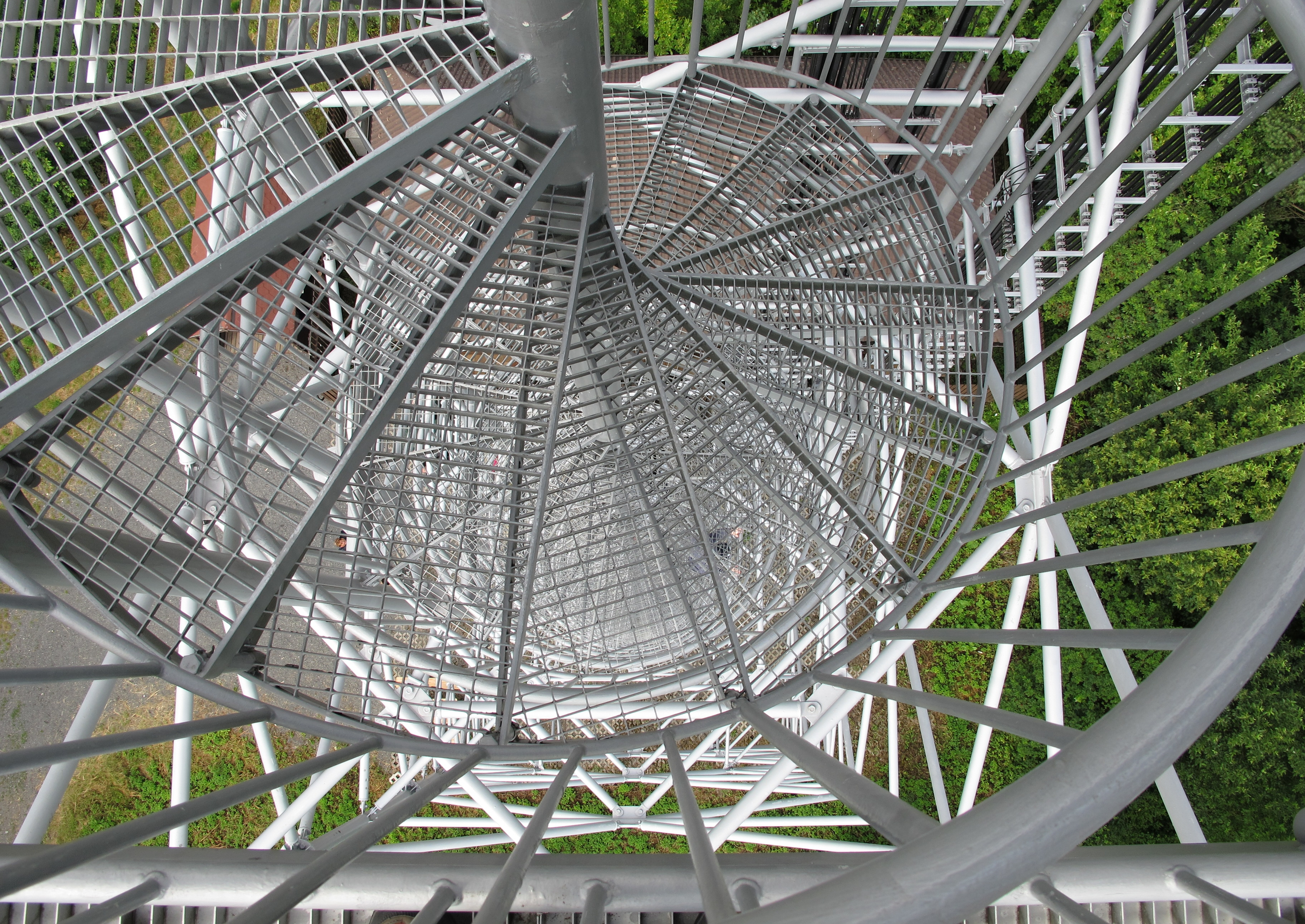
Kovová konstrukce rozhledny
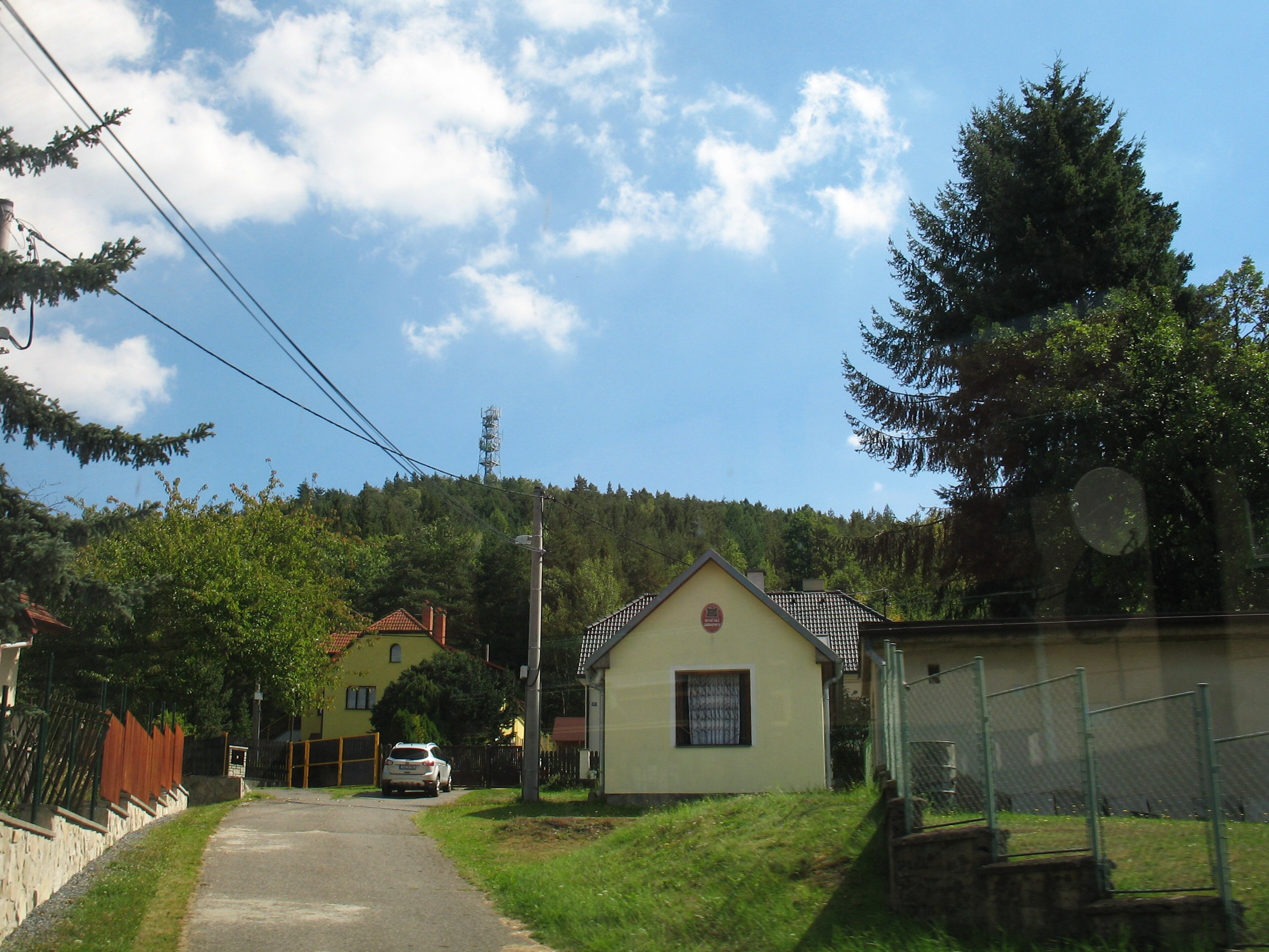
Pohled na Veselý vrch s rozhlednou ze vsi Mokrsko

## Přístup
Nejkratší přístupová cesta na Veselý vrch a na rozhlednu na jeho vrcholu vede ze vsi Mokrsko. Od autobusové zastávky Chotilsko, Mokrsko na tase autobusové linky Praha - Sedlčany je rozhledna vzdálena cca 800 metrů. Kolem úpatí Veselého a Ostrého vrchu je vyznačena okružní naučná stezka Zlaté Psí hory, jejíž značení je však značně nepřehledné.